# Oskars Melbārdis
Oskars Melbārdis (Valmiera, Lett SzSzK, Szovjetunió, 1988. február 16. –) olimpiai bajnok lett bobos.

## Élete
2006-ban kezdett el a bobbal foglalkozni, egyik barátja unszolására. A 2012-es junior világbajnokságon férfi kettesben, és férfi négyesben egyaránt az első helyen zárt. 2008-ban, az olaszországi Cesana Pariolban rendezett Európa-bajnokságon az első, míg a 2009-es Lake Placid-i világbajnokságon a harmadik helyen végzett (mindkét alkalommal a férfi négyesek versenyszámában).
A 2014-es szocsi téli olimpia férfi négyes bobversenyében – a Daumants Dreiškens, Arvis Vilkaste, Jānis Strenga összeállítású csapat kormányosaként másodikként végzett.
A férfi kettes bobosok olimpiai döntőjében – társával, Daumants Dreiškensszel – az ötödik helyen ért célba. 2017 novemberében az előttük végző orosz versenyzők kizárása miatt négyesben aranyérmet, kettesben bronzérmet kapott.